# 松平誠
松平誠（まつだいら まこと、1930年2月8日 - 2017年11月30日）は、日本のコンピューター技術者、生活文化学者。専攻、生活文化論。
東京府東京市（現東京都千代田区）生まれ。1953年京都大学文学部卒業。日本ユニバック（現・日本ユニシス）勤務後、立教大学教授、1996年定年退任、女子栄養大学教授。1989年「都市生活文化論 -都市祝祭の構成原理-」で筑波大学文学博士。『都市祝祭の社会学』（1990）で今和次郎賞受賞。

## 著書
- 『企業をのばす情報管理 会社の動脈硬化を防ぐ法』講談社ブルーバックス 1965
- 『MIS時代経営情報の未来図 変わる電子計算機とシステム』日本経営出版会 1968
- 『データ通信入門 基本知識からコンピュータの結合まで』日本経営出版会 1968
- 『情報システム序説』東洋経済新報社 経営科学 1969
- 『日本型MISの構図 コンピュータ上位意識からの脱却』ダイヤモンド社 エグゼクティブ・ブックス 1969
- 『祭の社会学』講談社現代新書 1980
- 『祭の文化 都市がつくる生活文化のかたち』有斐閣選書 1983
- 『ヤミ市 東京池袋』ドメス出版 生活学選書 1985
- 『都市祝祭の社会学』有斐閣 1990
- 『現代ニッポン祭り考 都市祭りの伝統を創る人びと』小学館 1994
- 『プラハの浮世酒場』編著 岩波書店 シリーズ旅の本箱 1994
- 『ヤミ市 幻のガイドブック』ちくま新書 1995／「東京のヤミ市」講談社学術文庫 2019
- 『入浴の解体新書 浮世風呂文化のストラクチャー』小学館 1997
- 『駄菓子屋横丁の昭和史』小学館 2005
- 『祭りのゆくえ 都市祝祭新論』中央公論新社 2008

### 共著
- 『パターン応用フローチャート作成ハンドブック』松本重治/土屋武仁共著 日本経営出版会 1972
- 『入門の入門コンピュータ』菊池誠企画 真鍋博共製作　日本経営出版会 1969
- 『講座現代経営の課題 4 企業と情報認識 役立つ情報をどう選択するか』原科茂共著 実業之日本社 1972
- 『FORTRANプログラミング』共著 日刊工業新聞社 1972
- 『生活史』中嶌邦共編著 光生館 講座生活学 1993

### 翻訳
- D.L.ビビー『電子計算機への招待 若い人のために』日本事務能率協会 1965 現代新書
- カール・E.グレゴリー『頭脳開発 科学的問題解決の実際』産業能率短期大学出版部 1970
- ジェリー・M.ローゼンバーグ『コンピュータの先駆者たち』TBS出版会 大日本図書(発売) 1972
- テオ・クロスビィ『環境ゲーム』鹿島出版会 SD選書 1976
- イヴ=マリ・ベルセ『鍋とランセット 民間信仰と予防医学 1798-1830』小井高志共監訳 新評論 1988
- イヴ=マリ・ベルセ『祭りと叛乱』小井高志共訳 藤原書店 1992

## 注
1. ↑  中野紀和「松平誠先生を偲ぶ」 日本生活学会
2. ↑  『祭りのゆくえ』著者紹介